# Пире (Жепче)
Пире је насељено мјесто у општини Жепче, Босна и Херцеговина.

## Историја
Пиреј је до 2001. био у саставу општине Маглај.

## Становништво
|             | 2013.        | 1991.        | 1981.        | 1971.        |
| Укупно      | 338 (100,0%) | 384 (100,0%) | 413 (100,0%) | 395 (100,0%) |
| Хрвати      | 338 (100,0%) | 382 (99,48%) | 409 (99,03%) | 395 (100,0%) |
| Срби        | –            | 1 (0,260%)   | 1 (0,242%)   | –            |
| Остали      | –            | 1 (0,260%)   | 2 (0,484%)   | –            |
| Југословени | –            | –            | 1 (0,242%)   | –            |